# Мусорка
Мусо́рка — село в Ставропольском районе Самарской области. Административный центр сельского поселения Мусорка.

## География
Село Мусорка располагается на трассе Тольятти — Димитровград, соединяющей собой Самарскую и Ульяновскую области, в 30 км от райцентра — города Тольятти, является центром Мусорского сельского округа, также — поселением агрофирмы «Победа».
Село, большей частью, располагается вдоль двух речек — Мусорки и Мусы.

## История
Село появилось приблизительно в начале XVIII века, на карте Оренбургской губернии, составленной геодезистом Красильниковым, Мусорка уже значилась наряду с другими селами района: Нижним Санчелеево, Бинарадкой, Пискалами, Ташлой и т. д.
Село удобно находилось посередине дороги между Ставрополем (ныне Тольятти) и Мелекессом (ныне Димитровград).
В 1837 году селе Мусорка на средства прихожан была построена деревянная Космодаманская церковь, освящена в 1838 году. В 1907 году построена новая церковь.
В 1859 году в селе в 292 дворах жило: 1302 мужчин и 1200 женщин, имелась: церковь и почтовая станция.
В 1861 году Мусорка стала волостным центром, здесь были волостная управа, отделение поземельного банка, почта, лесничество, ветеринарная застава, медицинский участок, полицейский полустан.
К 1900 году в селе было 680 дворов и 3549 жителей. Имелась больница на 20 коек, военно-конный участок, почтовая станция, церковь и две школы: земская и церковно-приходская. Волостная управа находилась в двухэтажном кирпичном доме, сохранившемся до наших дней по улице Советская. Дом принадлежал зажиточному крестьянину Привалову, с 1872 по 1884 год в нём же располагалась больница. А после революции в нём же находились волисполком, ревком, комбед, земотдел, командования отряда особого назначения, в 1918 году даже штаб красноармейских подразделений Мусоркского фронта (направления).
В ноябре 1917 года в Мусорке была установлена Советская власть. В январе 1918 года в селе состоялся волостной съезд Советов, признавший советскую власть и избравший волисполком, в подчинение которому придавался вооруженный отряд из местных жителей численностью в 150 человек. Уже в середине 1918 года этому отряду пришлось вступить в бой. В ходе восстания чехословацкого корпуса чехами были захвачены Самара и Ставрополь. Мусоркский отряд оставался на стороне советской власти и вёл партизанскую борьбу с превосходящими силами противника. В июле 1918 года был схвачен и казнён командир отряда, председатель волисполкома Гаврила Сорокин. В сентябре 1918 года село освободила Красная армия.
Весной 1919 года во многих селах Ставропольского уезда вспыхнуло Чапанное восстание. И вновь мусоркской дружине пришлось вступить в вооруженную борьбу. Сформированный в селе отряд 7 марта выдвинулся в сторону Ставрополя, занятого восставшими. Но уже в Узюково отряда разделился: часть двинулась к Ставрополю, часть осталась в Узюково, где уже тоже готово было начаться восстание. Восставшие окружили Узюково, завязался бой, в котором были и убитые, и раненые. Под натиском противника отряд был вынужден отступить, посланная в Ставрополь группа тоже не смогла пробиться к городу. Объединённый отряд отступил к Мусорке, но восстание охватило и её. После череды боестолкновений только через два дня остатки отряда встретились с вооружённым отрядом Красной армии, вместе с которым и освободили село от восставших, восстановив Советскую власть.
В 1931 году было проведено разукрупнение совхоза имени Крупской (ныне п. Новосёлки), вместо четырёх отделений было создано семь с общей земельной площадью в 50.718 гектаров, шестое отделение — было создано около села Мусорки, было ликвидировано в 1955 году.
Мусоркский колхоз «Победа» в 1960—1980-е годы был передовым хозяйством в Ставропольском районе. Неоднократно участвовал в выставке достижений народного хозяйства. Многие колхозники были награждены орденами и медалями, а председатель колхоза Семён Митрофанович Жданов стал Героем Социалистического Труда. Главный агроном села Анастасия Петровна Соныгина была делегатом двух (XXIV и XXV) партийных съездов, в 1971 году была избрана членом Центральной ревизионной комиссии КПСС, о ней снимались документальные фильмы, писала центральная пресса.

### История административно-территориального подчинения
Долгое время Мусорка была центром волости в составе Ставропольского уезда Самарской губернии. В состав волости входили: Мусорка, Ташла, Узюково, Кирилловка.
В 1918 году на территории уезда было создано 3 района, в том числе Мусорный, каждый из которых объединял по 12 волостей. В 1920 году уезд поделили уже на 4 района: Пригородный, Хрящёвский, Мусоркский и Ново-Буянский. В состав мусорной волости добавились поселения: Пески, Ивановка, Большая Поляна, два последних ныне не существуют.
В 1921 году уезды были упразднены и было введено районное деление.
В 1928 году Мусорка вошла в состав Ставропольского района Средневолжского края. В середине 1930-х село вошло в состав организованного Новобуянского района. А после Великой Отечественной войны вновь оказалась в Ставропольском районе.
В настоящее время находится в составе сельского поселения Мусорка вместе с Ташлой и посёлком Пески.

## Население
| Год  | Численность | Численность |
| ---- | ----------- | ----------- |
| 1859 | 2502        | [ 7 ]       |
| 1889 | 3815        | [ 8 ]       |
| 1896 | 3769        | [ 9 ]       |
| 1897 | 3475        | [ 10 ]      |
| 1900 | 3549        | [ 11 ]      |
| 1910 | 4922        | [ 12 ]      |
| 2008 | 1457        | [ 11 ]      |
| 2010 | 1443        | [ 1 ]       |

## Административное деление
В Мусорке имеется 18 улиц, условно поделённых на 5 районов: Нагорный, Нива, Мордвы, Глиновка и Сызган. От общего числа улиц 8 — с твёрдым покрытием, 1 — частично с твёрдым покрытием и 9 — без твёрдого покрытия; 8 — с двухсторонним расположением домов и 10 — с односторонним.

### Улицы села
- «Нагорный»:
  - ул. Почтовая, верхн. часть (2-стор.)
  - ул. Молодёжная (2-стор., част.)
  - ул. Аптечная (2-стор.)
  - ул. Лесная (2-стор.,част.)
  - ул. Спортивная (1-стор.)
  - ул. М. В. Фрунзе (1-стор.)
  - ул. С. М. Жданова (1-стор.)
- «Нива»:
  - ул. Партизанская (2-стор., част.)
  - ул. П. В. Лапшова (2-стор.)
  - ул. Озерная (1-стор.)
  - ул. Первомайская (1-стор.)
- «Мордвы»:
  - ул. Почтовая, нижн. часть (2-стор.)
  - ул. Советская (2-стор.)
  - ул. Мира (1-стор.)
  - ул. Садовая (1-стор.)
  - ул. Школьная (1-стор.)
- «Глиновка»:
  - ул. Г. Г. Сорокина (1-стор.)
- «Сызган»:
  - ул. Полевая (2-стор.)
  - ул. Заречная (1-стор.)

Исторически старые части села — застройки вдоль двух речек, по образованным ими террасам. Мусорка протекает с запада на восток (хотя направление течения может меняться) и впадает в пруд «МТФ» через так называемый «шлюз», Муса протекает с севера на юг, вытекая из оз. Петаши, впадает, в южной части села, в Мусорку. Вдоль р. Мусорки, в западной части села, расположен район «Мордвы», вдоль р. Мусы, в северо-восточной части — район «Нива». «Нагорный» располагается во внутреннем углу, образованном оврагами речек, на возвышенности, в северо-западной части села — это относительно новый район, был застроен в советское время по мере расширения колхоза. «Глиновка» располагается вдоль Мусорки на восточной стороне села, после устья Мусы, на противоположном берегу Мусорки, с южной стороны, также на возвышенности расположен «Сызган».

### Дороги
Трасса Тольятти — Димитровград проходит по восточной части села, фактически не затрагивая поселения, по самому крупному автомобильному мосту села — через р. Мусорку. Трасса отделяет Глиновку от остального заселения и делит Сызган на две неравные части. Асфальтовое покрытие в село пришло в начале 1970-х гг. со стороны Тольятти, именно тогда и появился автомобильный мост. Кроме моста на трассе, в селе имеется ещё 4 небольших автомобильных моста. Около слияния Мусы и Мусорки на западной стороне относительно трассы, в низине — заасфальтированная под автостанцию площадка. К ней ведут два съезда с трассы, до и после моста, под мостом — дорога к Глиновке. От этой площадки отходит центральная, «магистральная» дорога, представленная улицей Почтовая — она протянулась от автостанции до цеха механизации (т. н. «колхоза») через центральную часть села. Географический центр села — район пересечения улиц Почтовой и Советской: Почтовая протянулась с юга на северо-запад, Советская (в соединении с ул. П. В. Лапшова) — с запада на северо-восток. Ул. Почтовая, начиная от трассы, соединяет Глиновку и Сызган с Нагорным, а ул. Советская — Мордвы с Нивой. От географического центра на нагорной части села на возвышенности разместился храм св. Космы и Дамиана и расположенное рядом здание сельской администрации.

## Прочее
В Мусорке имеется: цех механизации, зерноуборочный ток, больничный пункт, почтовое отделение, АТС, газовая и водонапорная станции, лесничество, отгон, приспособленный для машинного доения коров, пчельник.

## Климат
| Показатель                    | Янв. | Фев. | Март | Апр. | Май | Июнь | Июль | Авг. | Сен. | Окт. | Нояб. | Дек. |
| ----------------------------- | ---- | ---- | ---- | ---- | --- | ---- | ---- | ---- | ---- | ---- | ----- | ---- |
| Средний суточный максимум, °C | −9   | −7   | 0    | 12   | 20  | 24   | 26   | 26   | 17   | 8    | 1     | −5   |
| Средний суточный минимум, °C  | −13  | −12  | −6   | 1    | 8   | 12   | 15   | 14   | 11   | 2    | −3    | −9   |

## Достопримечательности
В Мусорке расположена Церковь Космы и Дамиана, построенная в 1907 году.